# 春日级装甲巡洋舰
春日级装甲巡洋舰（日本海军名称“春日型装甲巡洋艦”，かすががたそうこうじゅんようかん）原本为阿根廷向意大利订购的装甲巡洋舰，其后为大日本帝國海軍抢在日俄战争前竞购而得，并在战争中发挥了重要作用。

## 背景

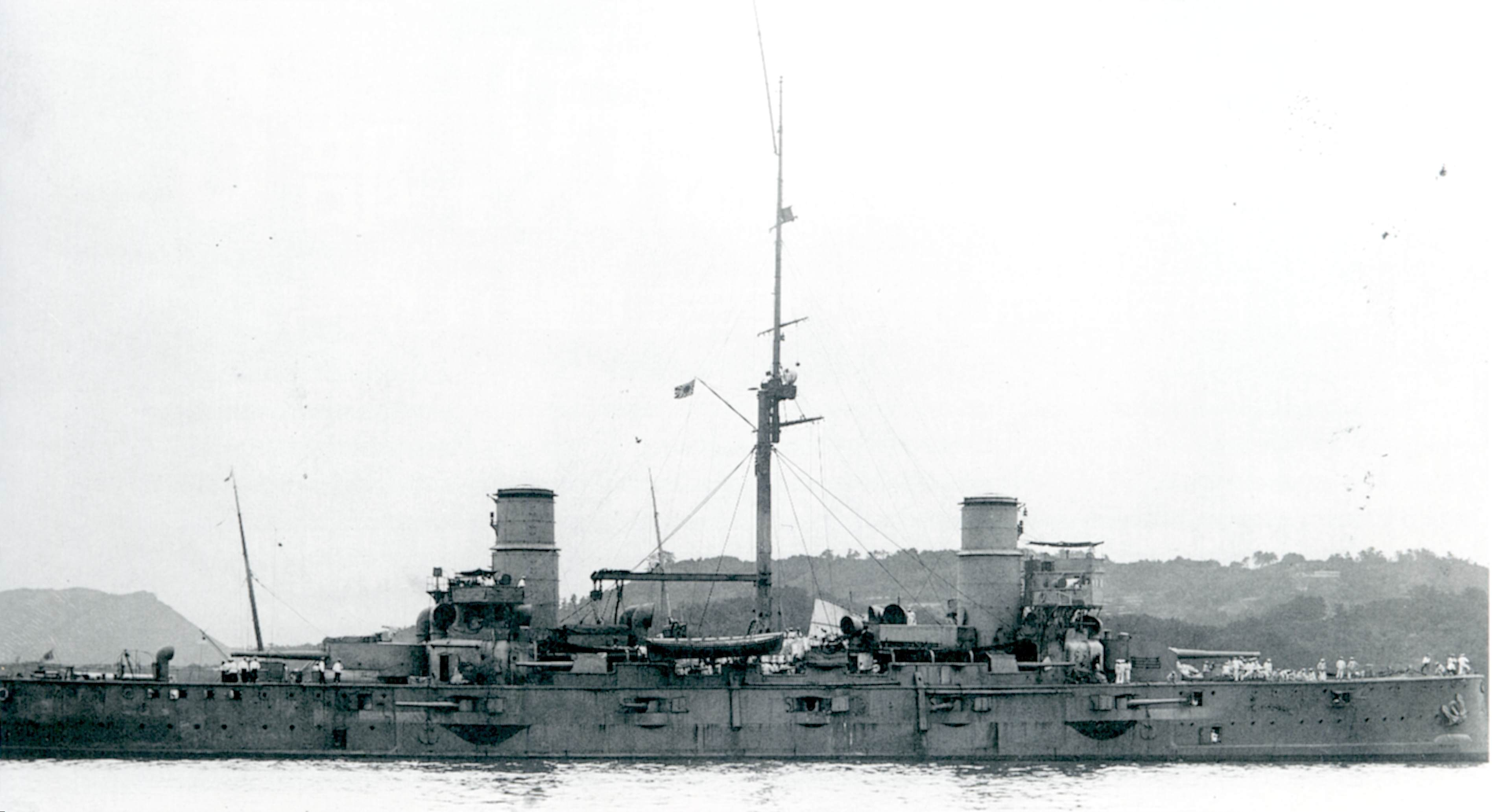
1905年摄于佐世保港的春日号。可以前后对照观察其设计。

在甲午战争后，取得胜利的大日本帝国与其北邻俄罗斯帝国的关系日趋紧张。为了防备可能爆发的战争，日本海军在10年间打造出了一支拥有6艘战列舰、6艘一等巡洋舰的庞大舰队。但是即使如此，如果把俄国驻扎在本土的波羅的海艦隊以及驻扎在旅顺的远东舰队合起来的话，日本方面的海上实力依旧处于劣势。
1901年间，智利因为与邻国阿根廷关系紧张，处于战争边缘，两国都纷纷向欧洲国家寻求购买军舰。智利一方向阿姆斯特朗-惠特沃斯公司订购了两艘孔斯蒂图西翁级战列舰。随着智利与阿根廷的关系逐渐缓和，这两艘战列舰也显得多余，日本就曾经与俄国围绕着这两艘战列舰而展开了竞争。俄国人试图买下这两艘战列舰；而英国本身其实并不需要这两艘装甲单薄的二等战列舰，但顾虑到俄国人将会用这两艘战列舰来对付自己的新盟友日本，英国方面只能不情不愿地买下这两艘军舰，并重新命名为敏捷级战列舰。
而另一边的阿根廷则是转向意大利，买下了两艘原本由意大利海军向乔万尼·安萨尔多公司订购的朱塞佩·加里波第级巡洋舰，1902年在热那亚两舰先后动工建造。但同样的，随着与智利关系的好转，阿根廷方面也寻求将这两艘尚未建成的巡洋舰再次出售。阿根廷人一开始打算将其出售给俄国人，但因为要价太高而谈判失败；此时早已决心开战的日本人迅速跟进，在战争爆发前夕以高价买下了这两艘军舰。由于局势紧张，在这两艘军舰从意大利启程驶向日本时，俄国舰队奉命尾随其后，战争一旦爆发就立即在半路上消灭这两艘军舰；但英国方面以保护阿姆斯特朗公司的员工为借口，在路上为两舰提供护航，终于使得两舰顺利抵达橫須賀港。当时的返航责任人为鈴木貫太郎海军中佐。
日本海军获得这两艘军舰后，将其中的利瓦达维亚号重新命名为春日号，另一艘玛利阿诺·莫雷诺号则被重新命名为日进号。春日级两舰被立即划入第一舰队旗下，参加了日俄战争，包括日军堵塞旅顺口的行动。尤其是其中的春日号装备了阿姆斯特朗1898年型40倍径254毫米火炮，拥有着当时日本联合舰队中最远的射程，在日军的屡次旅顺口攻击中得以在旅顺要塞的岸炮射程外对旅顺港内的俄军舰艇进行间接射击，对俄军守军造成了一定的心理影响。
1904年，春日级两舰一同参加了黄海海战。在对马海峡海战（日方称“日本海海戦”）中，春日级两舰也都作为第一战队的组成力量之一，参加了战斗。由于两舰是在战争爆发前才在英国方面的支持下从阿根廷购得，因此在每年5月27日的旧日本海军纪念日中的对马海战纪念仪式（日方称“日本海海戦記念式典”）上，日本方面惯例都会邀请英国海军武官及阿根廷海军武官前来参加仪式。

## 设计与概述

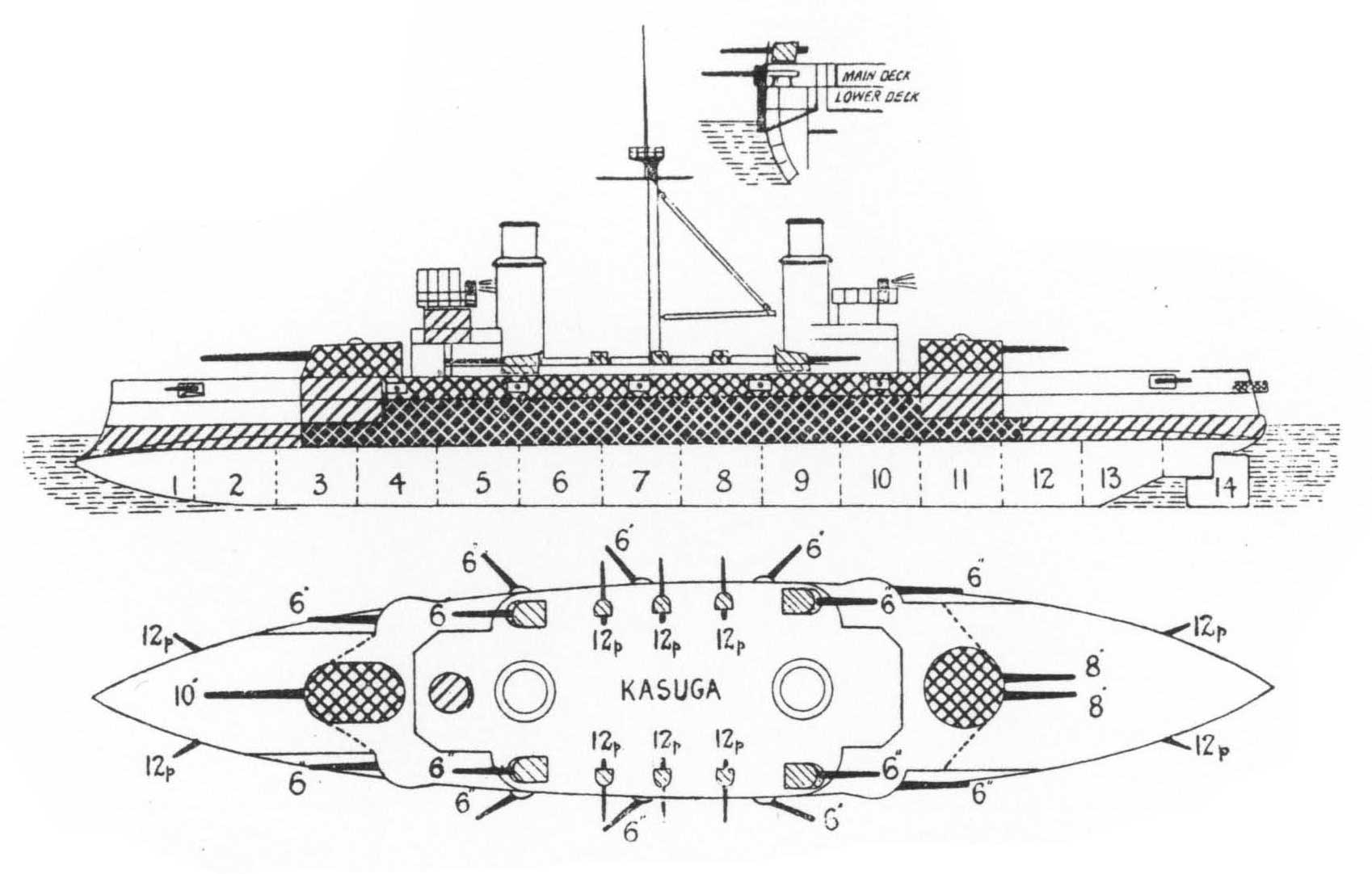
春日号的武装和装甲配置示意图。日进号除了将前部的单装254毫米炮炮塔换成了双联装203毫米炮炮塔外，其他均与春日号相同。

### 舰型
春日级的基本设计沿袭自意大利海军的前無畏艦，埃马努埃莱·菲利贝托级战列舰，只是将船体缩小并削减了装甲，而整舰的速度也有所增加。不过由于在并不宽裕的舰体里布置了相当的武器和装甲，因此速度比起同时期的巡洋舰来说略慢一些。
春日级的船体形状为当时主流的平甲板型船体，在舰艏水线下安装有冲角。春日号的前部甲板上安装有一门254毫米火炮，而相对的日进号则是与后部相同的203毫米双联装炮。舰桥呈箱型布置，与司令塔合为一体。在舰桥后方布置有两根烟囱，因为下方锅炉室是分隔布置，所以两根烟囱之间也相隔比较远。烟囱周围安装有往舰内送风用的烟管型通风筒。此外烟囱附近还是舰载艇的系留场地。烟囱后方两舰都安装了一座203毫米双联装炮。
舰舯竖立着一根主桅，上面装设有两层的瞭望台，各个瞭望台前后各安装有一座对鱼雷艇用的47毫米单装炮。此外，对于舰船的每一侧船舷，都在两根烟囱之间的上甲板安装了两门152毫米单装副炮，并且在乾舷位置佈置5门相同的单装火炮，因此每侧计7门、全舰副炮共计14门。

### 主炮

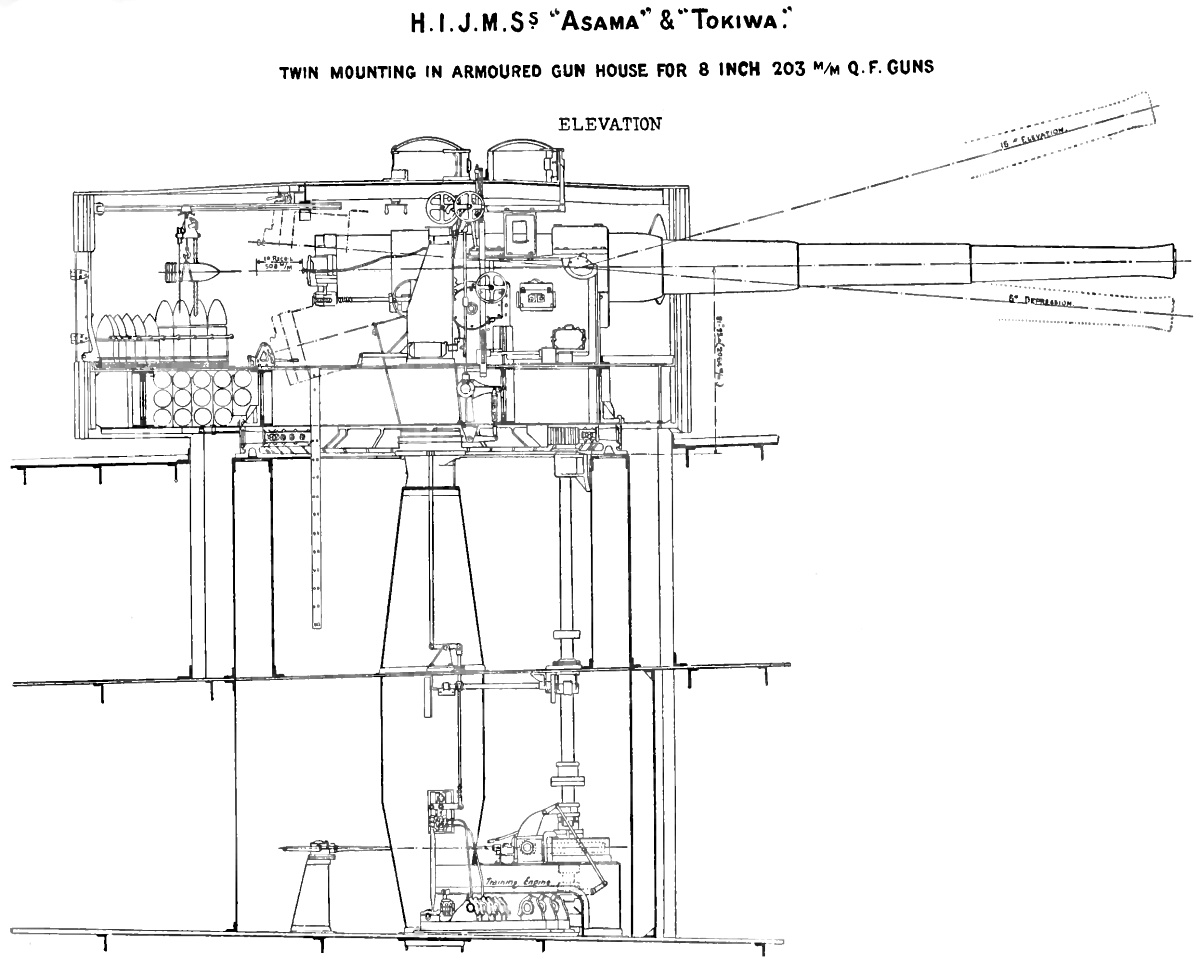
当时日本海军进口的装甲巡洋舰上广泛应用的阿姆斯特朗公司1904年型40倍径203毫米速射炮的示意图。本图其实是浅间级装甲巡洋舰的示意图，不过也同样适用于春日级。

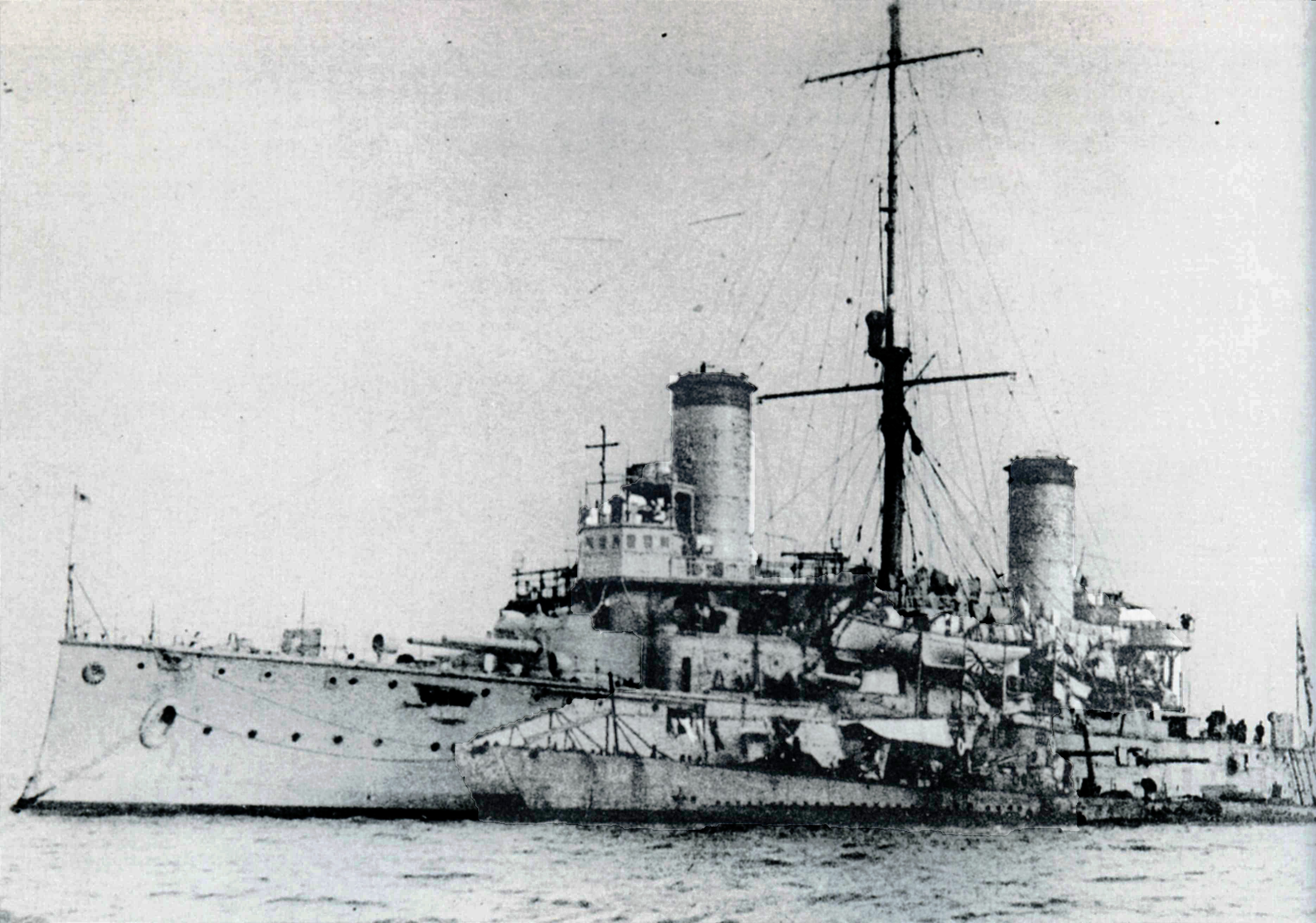
日进号，摄于1919年马耳他岛。日进号与春日号不同，前后主炮塔都是203毫米双联装速射炮。一旁的潜艇是原德国的U潜艇U-90，作为日本的战利舰而返回日本。

当时的意大利海军的主要火炮都交由阿姆斯特朗公司生产，春日级也不例外。春日号上装备的阿姆斯特朗公司1898年型40倍径254毫米单装炮发射的炮弹重227公斤，最大仰角20度、最大俯角5度，最大射程1万8000米，发射速度每分钟1.5发。这门炮被装设在一座新设计的炮塔内，左右旋转角度为以中轴计125度。全炮的旋转、俯仰，炮弹的提取、装填都由水压机控制，辅以人力操作。
春日号的副炮以及日进号的主炮则采用了当时日本海军防护巡洋舰高砂号以及诸多装甲巡洋舰上广泛使用的阿姆斯特朗公司1904年型45倍径203毫米双联装速射炮。发射炮弹重113.4公斤，最大仰角30度，最大仰角时最大射程1万8000米。而这型火炮安装的炮塔的俯仰和回旋能力和春日号主炮相同，同样由液压驱动、人力辅助。最大发射速度每分钟2发。

### 其他武器
两舰的中口径副炮都采用了阿姆斯特朗公司1892年型40倍径152毫米单装炮。这款火炮性能优秀，同样被意大利的前无畏舰君權級戰艦和翁贝托国王级铁甲舰所采用。这款火炮发射炮弹重45.3公斤，最大仰角15度、最大俯角3度，最大仰角下最大射程为9140米。这款火炮安装在侧舷炮廓内，每侧7门，左右旋转150度，炮身的操作和弹药装填都必须依赖人力，发射速度每分钟5-7发。
此外春日级上还安装有阿姆斯特朗公司的40倍径76毫米单装速射炮，用于对付水雷艇；还有为了接舷战时用的47毫米机炮。此外舷侧水线下在每侧各装有两具鱼雷发射管。

### 装甲
春日级的防御能力比较优秀。舰舯两座主炮炮塔之间的侧舷主装甲带达到了150毫米，一直延伸到了上层甲板，而装甲厚度到舰艉收窄到70毫米。主装甲盒两端的防水隔舱壁厚度也达到了120毫米。前部主炮座、炮塔和指挥室同样由150毫米装甲所保护，不过后部炮座就只有100毫米了。甲板厚度20-40毫米。侧舷副炮没有炮塔保护，只有炮盾。

## 同级舰
- 春日号装甲巡洋舰
- 日进号装甲巡洋舰